# Sagrantino
Sagrantino – odmiana winorośli właściwej o ciemnej skórce, pochodząca prawdopodobnie z włoskiej Umbrii i uprawiana niemalże tylko tam. Wymieniana jako jedna z najlepszych odmian włoskich na czerwone wino w Umbrii i całych Włoszech.

## Pochodzenie
Powszechnie w źródłach jako miejsce pochodzenia są wskazywane okolice Montefalco w prowincji Perugia. Pod nazwą sagrantino odmiana była uprawiana tam na pewno w XIX wieku. Istnieją jednak hipotezy sięgające dalej w czasie: odmianę mieli sprowadzić z Grecji bizantyjscy mnisi albo z Azji Mniejszej franciszkanie. Nazwa miała odnosić się do sacro (uświęcony). Niektórzy twierdzą, że sagrantino było odmianą itriola wzmiankowaną przez Pliniusza Starszego.

## Charakterystyka
Sagrantino dojrzewa późno, a owoce zawierają znaczną ilość garbników. Dobrze znosi zimowe i wiosenne przymrozki. Krzewy sagrantino są za to wrażliwe na mączniaka rzekomego. Istnieje klon o nazwie collepiano, o wyższym poziomie cukru i kwasowości.
Jedyne zarejestrowane synonimy to sagrantino di montefalco i sagrantino rosso.

## Sagrantino di montefalco
Klasycznym winem jest sagrantino di montefalco, wytwarzane w gminie Montefalco i kilku sąsiednich. Jest wytwarzane w dwóch wariantach: wytrawnym i słodkim. Niegdyś najbardziej popularne było słodkie passito z podsuszanych gron. Według regulacji takie wino musi zawierać minimum 14,5% alkoholu i dojrzewać przynajmniej 30 miesięcy. Później ustąpiło popularnością przeważającej współcześnie wersji wytrawnej. Pod względem bogactwa bywa porównywane do amarone di valpolicella. W 1979 sagrantino di montefalco uzyskało status DOC, a w 1992 najwyższą klasę we włoskiej hierarchii – DOCG. Nie wszystkie wina objęte apelacją reprezentują równie wysoką jakość.
Większość wina z sagrantino jest produkowane jako wino jednoodmianowe. Sagrantino może wchodzić również w skład win Montefalco DOC, tłoczonych z odmiany sangiovese, ale tylko do 15%.
Wina z odmiany są z reguły silnie garbnikowe, bogate i pełne z pikantnymi aromatami. Wysoka zawartość garbników wymaga starannej winifikacji, ale sprzyja dojrzewaniu w beczkach. Podstawowymi nutami smakowymi są czereśnie, dojrzałe jeżyny i morwy.

## Rozpowszechnienie
Sagrantino zostało ocalone przed wyginięciem w latach 60. XX wieku przez grupę lokalnych winiarzy, której przewodził Marco Caprai. Dzięki staraniom producentów sagrantino z Montefalco uzyskało w późniejszych latach własną apelację.
W 1990 roku areał upraw we Włoszech wynosił 157 ha, a do 2000 roku wzrósł do 361 ha. Poza Umbrią pojawiły się nasadzenia w Toskanii i na Sycylii, a także w Kalifornii i Australii.